# Pino Romualdi
Giuseppe Nettuno Romualdi (detto Pino) (Predappio, 24 luglio 1913 – Roma, 21 maggio 1988) è stato un politico e giornalista italiano.
È stato vicesegretario del Partito Fascista Repubblicano e tra i fondatori del Movimento Sociale Italiano, di cui fu eletto presidente, e parlamentare nazionale ed europeo.

## Biografia

### Gli anni della gioventù
Nacque in una famiglia di Predappio, terzo di cinque figli di Valzania Romualdi, compaesano, coetaneo e amico d'infanzia di Mussolini, e Maria Luigia Proli. Combatté nel 1935 nella guerra d'Etiopia come volontario nel battaglione universitario, congedandosi l'anno dopo con il grado di capitano. E proprio in Africa Orientale Italiana, nel 1939, ebbe il suo primo incarico politico di rilievo, come vicesegretario federale del Partito Nazionale Fascista a Gimma, in Etiopia.
Giornalista professionista, nel 1940 fu chiamato a dirigere il periodico forlivese Il Popolo di Romagna, ma poco dopo, allo scoppio della seconda guerra mondiale, si arruolò volontario e venne inviato sul fronte greco-albanese. Combatté in Albania e a Corfù.

### L'impegno nella RSI
L'8 settembre 1943 si trovava a Venezia e aderì alla Repubblica Sociale Italiana, diventando funzionario del Partito Fascista Repubblicano a Forlì. Fu delegato al Congresso di Verona nel novembre del 1943. Nello stesso periodo diresse la Gazzetta di Parma. In un articolo apparso sulla Gazzetta in data 3 dicembre 1943, con il titolo Finalmente, commentò le disposizioni antisemite del Manifesto di Verona, art. 7, con le parole:
(Gazzetta di Parma, 3 dicembre 1943)
Fu segretario federale del partito nella stessa Parma dall'aprile all'ottobre del 1944; durante quel periodo la brigata nera di Parma, ai suoi ordini, effettua un eccidio di partigiani in piazza Garibaldi.
Nell'ottobre del 1944 fu nominato vicesegretario del PFR.

### Il dopoguerra e la fondazione del MSI
Uscito dalla clandestinità nel giugno 1946 grazie all'amnistia Togliatti, nel dicembre dello stesso anno Romualdi fu tra i fondatori del Movimento Sociale Italiano, di cui sarà fino al 1948 il leader effettivo, nonostante la sua latitanza a causa della sua compromissione con la RSI. Sempre nel 1946 fondò il movimento neofascista Fasci di Azione Rivoluzionaria, che si rese protagonista di attentati e azioni dimostrative e che venne sciolto nel 1947. Nel 1948 fu il primo presidente del Centro Nazionale Sportivo Fiamma, che riuniva i giovani sotto una sigla che non era direttamente di partito.
Durante la campagna elettorale per le politiche del 1948, un mese prima delle elezioni, Romualdi fu arrestato e dovette scontare circa tre anni di galera per la condanna a morte (nel frattempo derubricata) del febbraio 1947.

### L'attività parlamentare e di partito
Dal 1952 al 1965 fu vicesegretario del partito, ed ancora dal 1970 al 1977. Nel 1953 venne eletto deputato alla Camera nelle liste del MSI e fu riconfermato sino al 1983. Nel 1956 fondò e diresse Il Popolo Italiano, quotidiano ufficiale del partito per un biennio. Nel 1959 fondò la rivista mensile L'Italiano.
All'epoca della segreteria Michelini, apertamente filo-matteiana, sostenne apertamente la necessità che l'Italia fosse attenta al mondo arabo che «vi sono dal Mar Rosso al Mar Mediterraneo circa 80-90 milioni di arabi con i quali noi abbiamo oggi ed avremo domani degli interessi, dalla cui vita e dalle cui condizioni di sviluppo né l'Italia né gli altri Stati dell'Europa possono prescindere». Nel 1979 appoggiò la rivoluzione islamica iraniana dell'ayatollah Khomeyni in contrapposizione al partito comunista Tudeh ed al sionismo israeliano, con cui Romualdi entrò in contrasto, in virtù delle sue posizioni filo-arabe, dalla fine degli anni '50.
Nel 1970 appoggiò la politica del neosegretario Almirante che puntava alla fusione con il Partito Democratico Italiano di Unità Monarchica e ad una politica di allargamento verso il centro parlamentare, dando vita al Movimento Sociale Italiano - Destra Nazionale. E proprio Destra Nazionale fu il nome della corrente che nel partito faceva capo a Romualdi, di cui erano esponenti tra gli altri Franco Petronio e Guido Lo Porto.
Dopo la scissione promossa nel dicembre 1976 dai parlamentari che diedero vita a Democrazia Nazionale, si consolidò nel partito la dirigenza di Almirante e di Romualdi, col primo nel ruolo di segretario e leader carismatico ed il secondo nel ruolo istituzionale di presidente del partito. Restò presidente del partito fino al 1982.
Dal 1979 e fino al 1988 Romualdi fu anche parlamentare europeo per due legislature, e dal 1984 fu vicepresidente del gruppo delle Destre europee.
Nel 1984, a sorpresa, lui ed Almirante si recarono a rendere omaggio alla salma di Enrico Berlinguer, il segretario comunista prematuramente scomparso a Padova.
Nel 1983 venne eletto al Senato fino al settembre 1984, quando si dimise perché parlamentare europeo. Con la sua corrente Destra italiana, nel dicembre 1987 al congresso di Sorrento sostenne l'elezione a segretario del MSI di Gianfranco Fini. In quel periodo fu nominato direttore del Secolo d'Italia, ma lo restò per pochi mesi.
Romualdi morì infatti nel 1988, nello stesso giorno di Dino Grandi, e un giorno prima di Giorgio Almirante, a causa di un tumore. Alla camera ardente si presentarono anche i comunisti Nilde Iotti, presidente della Camera, e Gian Carlo Pajetta. Per Giorgio Almirante e Pino Romualdi si svolsero esequie comuni a Roma, in piazza Navona. La sua salma riposa nel cimitero di Predappio, vicino alla cripta di Benito Mussolini.

## Vita privata
Era sposato con Vera Versari, conosciuta a Forlì e scomparsa a 94 anni nel dicembre 2014. Due i figli: Adriano Romualdi, scomparso nel 1973 a soli 32 anni in un incidente stradale, teorico e studioso della cultura di destra, e Marina.

## Memorie
Le memorie che Romualdi scrisse durante la latitanza a Roma tra l'inverno 1945 e la primavera 1948 sono state pubblicate postume dopo quasi mezzo secolo dalla loro redazione, in due testi, con il titolo Fascismo Repubblicano e Caro Lettore. Offrono una visione dall'interno del mondo composito che ruotava attorno al Partito Fascista Repubblicano e degli uomini e delle idee che animarono la classe dirigente della Repubblica Sociale Italiana.

## Opere
- Fascismo Repubblicano, Milano, SugarCo, 1992
- Caro lettore, 1989, Roma, L'Italiano (Quaderni)
- Filippo Anfuso e l’idea di Europa-Nazione, Palermo, ISSPE, 1983
- Intervista sull’Europa, Palermo, Thule, 1979,
- Dossier 25 luglio 1943, Roma, Ciarrapico, 1978
- L’ora di Catilina. Rivoluzioni e colpi di Stato nell’Europa moderna, Roma, TER, 1962
- Fronte Antibolscevico Italiano, s.e., s.d. ma 1947